# Catocala abamita
Catocala abamita là một loài bướm đêm thuộc họ Erebidae. Nó được tìm thấy ở Bắc Trung Quốc, Đông Nam Xibia và bán đảo Triều Tiên.
Sải cánh dài khoảng 79 mm.